# Идерсдорф
Идерсдорф (њем. Üdersdorf) општина је у њемачкој савезној држави Рајна-Палатинат. Једно је од 109 општинских средишта округа Вулканајфел. Према процјени из 2010. у општини је живјело 1.087 становника. Посједује регионалну шифру (AGS) 7233075.

## Географски и демографски подаци
Идерсдорф се налази у савезној држави Рајна-Палатинат у округу Вулканајфел. Општина се налази на надморској висини од 438 метара. Површина општине износи 17,5 km². У самом мјесту је, према процјени из 2010. године, живјело 1.087 становника. Просјечна густина становништва износи 62 становника/km².

## Међународна сарадња
| Мјесто      | Држава     | Врста сарадње | Од    |
| ----------- | ---------- | ------------- | ----- |
| Мислаковице | Пољска     | контакт       | 1995. |
| Јунглинстер | Луксембург | партнерство   | 1987. |
| Извор       |            |               |       |